# Johan Bernhard von Schwertzell
Johan Bernhard von Schwertzell (27. august 1654 – 11. maj 1723 på Willingshausen) var en dansk officer.
Han var søn af "Obervorsteher der althessischen Ritterschaft" Georg von Schwertzell til Willingshausen og Susanne von Dörnberg. Under Den Skånske Krig kom han til Danmark, blev 1677 kaptajn ved Livregiment til Fods (Garden), 1684 major, 1690 oberstløjtnant, 1700, efter at have deltaget i felttoget i Hertugdømmerne, oberst for Schacks tidligere regiment til 1704, da han i stedet blev chef for 1. bataljon af Prins Carls Regiment, 1703 brigader, 1708 generalmajor, 1711 generalløjtnant og 1712 Hvid Ridder. 1704-13 tjente Schwertzell ved auxiliærkorpset i Nederlandene, hvor han var med i alle de vigtigste slag og særlig nævnes ved belejringen af Menin 1706 og Bouchain 1711. Efter hjemkomsten tog han del i Stralsunds erobring 1715. Året efter trådte han ud af dansk tjeneste og drog hjem til Willingshausen, hvor han døde 11. maj 1723.
25. september 1691 blev han trolovet og kort efter gift med dronning Charlotte Amalies hofjomfru Johanne Charlotte von Börstell, datter af brandenborgsk kammerretsråd Georg Friedrich von Börstell. Hun døde 1693 i barselseng med et dødfødt barn.